# I Can't Describe (The Way I Feel)
"I Can't Describe (The Way I Feel)" é uma canção da cantora estadunidense Jennifer Hudson, lançada mundialmente no dia 24 de setembro de 2013 como o primeiro single de seu terceiro álbum de estúdio JHUD (2014). A canção, que foi produzida pelo músico estadunidense Pharrell Williams, apresenta um verso do rapper estadunidense T. I.. Musicalmente, é uma balada de dança inspirada nas décadas de 1970 e 1980 que incorpora elementos da música de Chaka Khan e é uma reminiscência das canções de Evelyn King "I'm in Love" e "Love Come Down".

## Videoclipe
O videoclipe de "I Can't Describe (The Way I Feel)", foi lançado em 23 de janeiro de 2014. O videoclipe foi dirigido por Anthony Mandler.

## Gráficos
| Gráfico (2013–14)              | Posição no topo |
| ------------------------------ | --------------- |
| Reino Unido (UK Singles Chart) | 109             |
| Reino Unido (OCC UK R&B)       | 20              |